# Uracanthus simulans
Uracanthus simulans är en skalbaggsart som beskrevs av Francis Polkinghorne Pascoe 1866. Uracanthus simulans ingår i släktet Uracanthus och familjen långhorningar. Inga underarter finns listade i Catalogue of Life.